# 1190

La Mediterrània oriental a l'inici de la Tercera Croada, el 1190.

El 1190 (MCXC) fou un any comú començat en dilluns del calendari julià.

## Esdeveniments
- Coronació de Ricard Cor de Lleó

## Necrològiques
- 10 de juny: Frederic I del Sacre Imperi Romanogermànic[1]